# كاثلين كودي
كاثلين كودي (بالإنجليزية: Kathleen Cody)‏ هي عارضة وممثلة أمريكية، ولدت في 30 أكتوبر 1954 بذا برونكس في الولايات المتحدة.

## وصلات خارجية
- كاثلين كودي على موقع IMDb (الإنجليزية)
- كاثلين كودي على موقع ألو سيني (الفرنسية)
- كاثلين كودي على موقع ميوزك برينز (الإنجليزية)
- كاثلين كودي على موقع أول موفي (الإنجليزية)
- كاثلين كودي على موقع قاعدة بيانات برودواي على الإنترنت (الإنجليزية)
- كاثلين كودي على موقع قاعدة بيانات الأفلام السويدية (السويدية)
- كاثلين كودي على موقع قاعدة بيانات الفيلم (الإنجليزية)
- كاثلين كودي على موقع كينوبويسك (الروسية)